# Tegkwitz
Tegkwitz è una frazione del comune tedesco di Starkenberg, in Turingia.

Conta (2007) 321 abitanti.

## Storia
Tegkwitz costituì un comune autonomo fino al 1º dicembre 2008.